# Agencia secreta de control mágico
Agencia secreta de control mágico (en inglés: Secret Magic Control Agency) es una película familiar de comedia de aventuras de fantasía de espías animada por computadora rusa en idioma inglés de 2021. La película está producida por Wizart Animation, CTB Film Company y QED International. Escrita por Analisa LaBianco, Vladimir Nikolaev, Jeffery Spencer, Aleksey Tsitsilin y Alexey Zamyslov y dirigida por Aleksey Tsitsilin, la película está basada en la historia Hansel y Gretel de los hermanos Grimm.

## Argumento
En un reino de fantasía, toda la magia está regulada por la Agencia de Control de Magia Secreta. Un día, el Rey es secuestrado por comida sensible encantada con magia negra. Para evitar que el resto del reino entre en pánico, el Primer Ministro se compromete a mantener el secuestro en secreto y hacer que el S.M.C.A. investige. El S.M.C.A. nombra a la agente Gretel con su hermano repudiado y estafador Hansel, a quien la agencia cree que podría usar sus conocimientos y habilidades para localizar al Rey.
La misión comienza cuando identifican que una pastelería local tiene una despensa detrás de una chimenea con productos horneados inteligentes. Además, Gretel descubre una sala de pociones dentro de la despensa, que incluye un vaso de precipitados de extracto de vainilla encantada. Hansel y Gretel se convierten en niños después de que una persecución con una galleta con forma de perro destruye el edificio. Incapaces de obtener ayuda del S.M.C.A., como nadie cree que los niños sean Hansel y Gretel, buscan la ayuda de Baba Yaga, una bruja que se rumorea que se come a los niños. Aprenden que el extracto de vainilla encantado vino de los pantanos.
Después de escapar de Baba Yaga, los hermanos encuentran su camino hacia los pantanos, donde viven las sirenas. Sin embargo, Lake Witch los confunde con espías de Ilvaira, la bruja de Gingerbread House y ex chef del Rey. Se libran de convertirse en peces cuando su hija reconoce a Gretel como quien la salvó de un incidente anterior. Hansel y Gretel descubren que las sirenas han encarcelado a más matones de Ilvaira. Gretel libera a los matones que los llevan a la guarida de Ilvira y al paradero del Rey. Desafortunadamente, Ilvaira ha logrado alimentar al Rey con galletas infundidas con una poción de amor para obligarlo a casarse con ella, lo que la convertiría en su Reina. Captura a los niños y los encierra en un horno.
En el horno, Hansel y Gretel discuten entre ellos; Gretel está decepcionada por la ocupación de su hermano como estafador, mientras que Hansel se entristece porque Gretel priorizó su carrera como agente sobre su propia familia. Hansel le revela a Gretel que si bien sus padres abogaron por que sus hijos fueran honestos, sus trabajos como agentes de la S.M.C.A. no eran suficientes para financiar la educación de Gretel y que Hansel había renunciado a su oportunidad de tener una vida honesta para pagar la matrícula de Gretel, que le dijo a Gretel que era una beca del Rey. Ambos se reconcilian y escapan.
Los hermanos preparan un antídoto y se dirigen a la boda. Gretel logra darle al Rey el antídoto, pero el matrimonio se sella antes de que puedan detener a Ilvaira. Antes de que Gretel pueda verter el antídoto en la máquina para hacer galletas de Ilvaira, Ilvaira recupera el antídoto y mete a los niños en la masa para hornearlos y convertirlos en galletas. Sin embargo, usando un dispositivo de equipo de la S.M.C.A. que Hansel robó de la agencia antes, Hansel y Gretel logran escapar y recuperar el antídoto, dejando caer a Ilvaira en la masa de galletas. Ella es lanzada por el aire y aterriza en una dona Kolobok que atacó a Hansel y Gretel antes.
Después de haber salvado al rey y al reino de Ilvaira, Gretel recibe el título de "Mejor Agente" de la S.M.C.A. y Hansel recibe una licencia oficial para realizar magia, que rechaza ya que es incapaz de usar magia real. Gretel decide trabajar con su hermano en todas sus asignaciones futuras.

## Reparto
| Personaje        | Actor de voz original         | Actor de doblaje     |
| ---------------- | ----------------------------- | -------------------- |
| Hansel           | Nicholas Corda                | José Ángel Torres    |
| Hansel           | Alyson Leigh Rosenfeld (niño) | Valca Ponzanelli     |
| Gretel           | Sylvana Joyce                 | Marisol Romero       |
| Gretel           | Courtney Shaw (niña)          | Erika Ugalde         |
| Ilvaira          | Erica Schroeder               | Cynthia Alfonzo      |
| El rey           | Marc Thompson                 | Pedro D'Aguillón Jr. |
| Agente Madrastra | Georgette Reilly              | Gloria Obregón       |
| Agente hijastra  | Johanna Moise                 | TBA                  |
| Rosario          | Sefi Carmel                   | Víctor Ugarte        |
| Primer ministro  | Mike Pollock                  | Rubén Moya           |
| Baba Yaga        | Mary O'Brady                  | Magda Giner          |
| Reina Sirena     | Alyson Leigh Rosenfeld        | TBA                  |
| Aelita           | Sara Rahman                   | TBA                  |